# N283 (België)
De N283 is een gewestweg in België tussen Orsmaal (N3) en Walshoutem (N80). De weg heeft een lengte van ongeveer 10 kilometer.
De gehele weg bestaat uit twee rijstroken in beide rijrichtingen samen. 

## Plaatsen langs N283
- Orsmaal
- Gussenhoven
- Neerhespen
- Rumsdorp
- Landen
- Walsbets
- Walshoutem

## N283a
De N283a is een aftakking van de N283 in de plaats Landen. De weg die via de Fabriekstraat gaat heeft een lengte van ongeveer 700 meter.